# Ulica Marii Curie-Skłodowskiej we Wrocławiu
Ulica Marii Curie-Skłodowskiej – ulica we wrocławskich Szczytnikach, łącząca Most Zwierzyniecki z placem Grunwaldzkim, i dalej – za skrzyżowaniem z ulicami Ładną, M.Reja i B.Polaka – przechodząca w ulicę Szczytnicką.
Do połowy XIX wieku przebiegała tędy peryferyjna Szosa Swojczycka, wiodąca od centrum miasta przez Paßbrücke (tzw. "most Przepustkowy", poprzednika Mostu Zwierzynieckiego) do wsi (obecnych osiedli) Swojczyce, Dąbie, Biskupin, Sępolno i Bartoszowice. Wybudowanie w 1865 tuż za Mostem Zwierzynieckim Ogrodu Zoologicznego wywołało potrzebę uporządkowania i ułatwienia dojścia i dojazdu do tego obiektu, zatem krótko potem, w latach 1867-1869, wytyczona została tu nowa ulica.
Ulica ta, wiodąca od miasta (z zachodu – północnego zachodu) w kierunku Mostu Zwierzynieckiego i Ogrodu Zoologicznego była szeroką arterią, a wzdłuż niej znajdowały się spacerowe promenady; nazwana została Tiergartenerstraße. W kolejnych latach XIX wieku, w miarę rozwoju w tym rejonie sieci ulic, wzdłuż Tiergartenerstraße powstawać zaczęły reprezentacyjne kamienice z ogródkami frontowymi po stronie południowej (nieparzystej); po stronie północnej (parzystej) wybudowany został m.in. istniejący do dziś kompleks klinik akademickich (Curie-Skłodowskiej nr 50-58).
Na zachodnim końcu ulicy (Curie-Skłodowskiej nr 1) wybudowana została w 1912 (według projektu Maxa Berga) Łaźnia Miejska, która swoją rolę publicznych zakładów kąpielowych pełniła aż do lat 80. XX wieku. Niektóre inne znajdujące się przy tej ulicy obiekty publiczne (np. archiwum państwowe, Curie-Skłodowskiej nr 12) nie zachowały się do dzisiaj, m.in. na skutek wyburzeń z 1945 roku, kiedy w osi przecinającego tę ulicę Placu Grunwaldzkiego oblężeni w Festung Breslau Niemcy postanowili utworzyć pas startowy dla samolotów.
Ulica Curie-Skłodowskiej jest de facto jedyną trasą, umożliwiającą dotarcie do centrum mieszkańcom wrocławskiej tzw. Wielkiej Wyspy, w związku z czym wszelkie naprawy w jej obrębie wywołują problemy z przejezdnością.
4 stycznia 2014 roku rozpoczął się długo oczekiwany kapitalny remont wschodniego odcinka ulicy, który według założeń trwać powinien osiem miesięcy. Remont ten wywołał w pierwszych dniach jego trwania spore utrudnienia komunikacyjne w tej części miasta.